# 삼성 갤럭시 F 시리즈
삼성 갤럭시 F 시리즈(Samsung Galaxy F series)는 삼성전자가 제조한 미드레인지 스마트폰 제품군이다. 첫 번째 기종은 2020년 10월 8일 출시된 삼성 갤럭시 F41이다. 이 라인업은 인도, 방글라데시, 중국에서만 판매된다. 인도에서 시리즈는 플립카트를 통해 인도 시장 전용으로 판매되는 갤럭시 M 시리즈로 구성되어 있다.

## 모델

### 2020년 모델
- 삼성 갤럭시 F41

### 2021년 모델
- 삼성 갤럭시 F02s
- 삼성 갤럭시 F12
- 삼성 갤럭시 F22
- 삼성 갤럭시 F42 (갤럭시 와이드5)
- 삼성 갤럭시 F52
- 삼성 갤럭시 F62

### 2022년 모델
- 삼성 갤럭시 F13
- 삼성 갤럭시 F23 5G

### 2023년 모델
- 삼성 갤럭시 F04
- 삼성 갤럭시 F14 5G
- 삼성 갤럭시 F34 5G
- 삼성 갤럭시 F54 5G

### 2024년 모델
- 삼성 갤럭시 F05
- 삼성 갤럭시 F15 5G(영어판)
- 삼성 갤럭시 F55 5G

### 2025년 모델
- 삼성 갤럭시 F06 5G
- 삼성 갤럭시 F16 5G
- 삼성 갤럭시 F56 5G

## 같이 보기
- 삼성 갤럭시 M 시리즈
- 삼성 갤럭시 A 시리즈
- 삼성 갤럭시 알파
- 삼성 갤럭시